# Amtsgericht Wernigerode

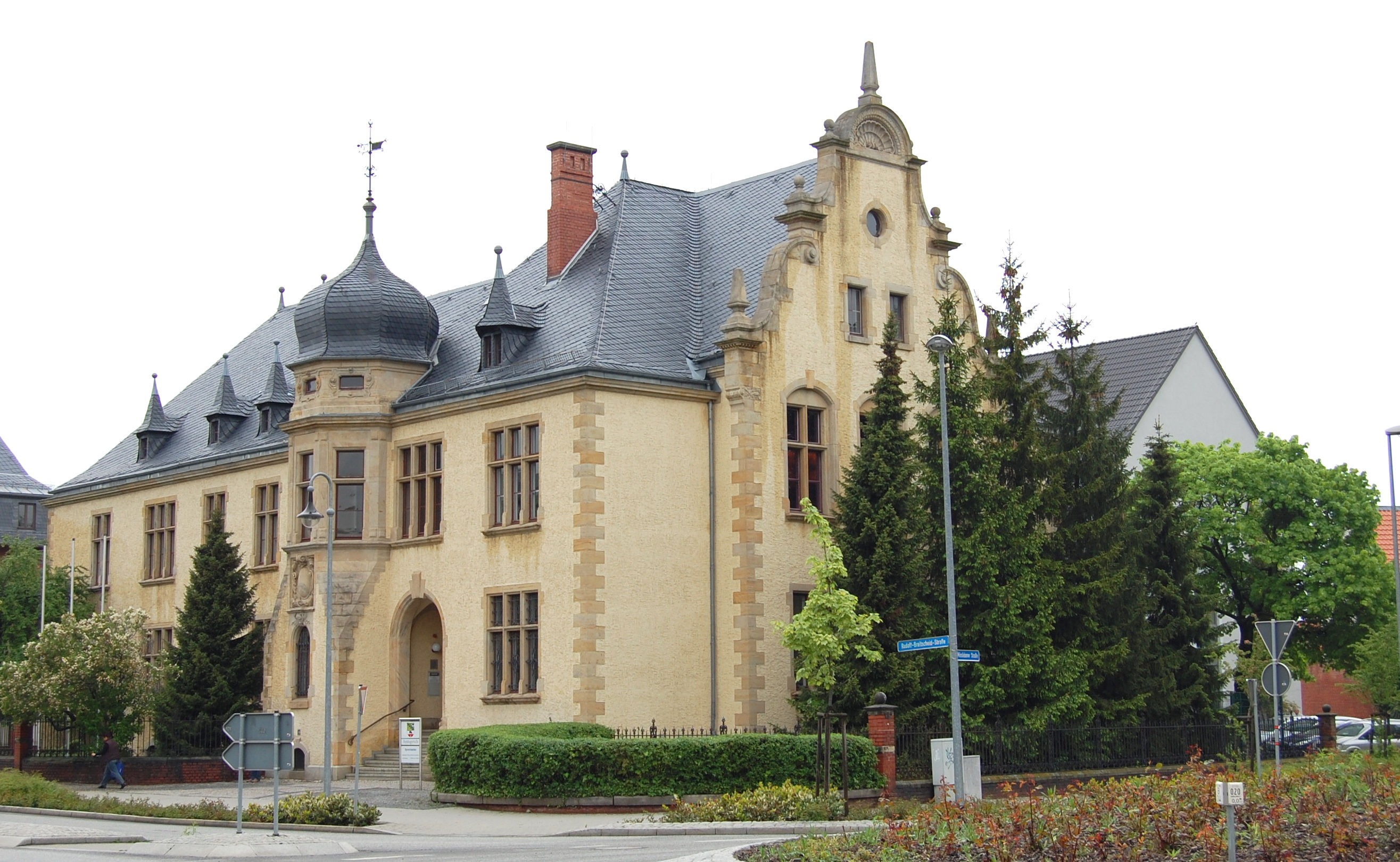
Amtsgericht Wernigerode (2010)

Das Amtsgericht Wernigerode ist ein Gericht der ordentlichen Gerichtsbarkeit in Deutschland. Es gehört zum Bezirk des Landgerichtes Magdeburg und des Oberlandesgerichtes Naumburg. Sitz des Gerichtes ist Wernigerode. Es befindet sich an der Adresse Rudolf-Breitscheid-Straße 8.

## Geschichte
In Preußen bestand seit 1849 das Appellationsgericht Halberstadt und diesem nachgelagert das Kreisgericht Halberstadt. Dem Kreisgericht Halberstadt hingegen war eine Gerichtsdeputation in Wernigerode angeschlossen. Im Rahmen der Reichsjustizgesetze wurden diese aufgehoben und durch Land- und Amtsgerichte ersetzt. Das königlich-preußische Amtsgericht Wernigerode wurde mit Wirkung zum 1. Oktober 1879 als eines von acht Amtsgerichten im Bezirk des Landgerichtes Halberstadt gebildet. Der Sitz des Gerichtes war Wernigerode. Der Amtsgerichtsbezirk bestand aus dem Kreis Wernigerode und dem Amt Elbingerode aus dem Kreis Zellerfeld. Im Jahre 1888 waren am Gericht drei Richter tätig, es war damit ein mittelgroßes Gericht im Landgerichtsbezirk. Gerichtstage wurden in Elbingerode abgehalten.
Nach dem Zweiten Weltkrieg wurde das Landgericht Halberstadt 1945 in der SBZ aufgehoben, und das Amtsgericht Wernigerode wurde dem Landgericht Magdeburg zugeordnet. Im Jahre 1952 wurden das Amtsgericht Wernigerode aufgehoben und an seiner Stelle das Kreisgericht Wernigerode geschaffen. Dieses war für den Kreis Wernigerode zuständig und dem Bezirksgericht Magdeburg nachgeordnet. Nach dem Zusammenbruch der DDR wurde das Amtsgericht Wernigerode 1992 neu eingerichtet.

## Gerichtsgebäude
Das Gerichtsgebäude wurde 1893 im Stil der Neorenaissance gebaut. Der verputzte Bau verfügt über eine Eckquaderung, die Fenstergewände sind aus Sandstein gefertigt. Das Portal ist in einer kleinen Vorhalle untergebracht. Seitlich versetzt zum Eingang steht ein kleiner, mit einer geschweiften Haube bekrönter Standerker, der als Treppenhaus dient. Um die Wende zum 21. Jahrhundert entstand auf der Rückseite ein moderner Anbau.